# Белл, Дуг
Дуглас Эндрю Белл (род. 24 февраля 1961) — разработчик компьютерных игр, наиболее известный своей ролью ведущего дизайнера и программиста серии компьютерных игр Dungeon Master, которая имела успех у критиков. Работал в студии FTL Games в Сан-Диего.
Дуг Белл работал директором, ведущим дизайнером и разработчиком Dungeon Master . Но до того, как он присоединился к FTL Games в 1983 году, игра называлась Crystal Dragon и была разработана им совместно с Энди Джаросом (Artwork) в их студии разработки PVC Dragon для 8-битного компьютера Apple II. Затем, после слияния компаний, выпуск игры был перенесён, с целью доработки для 16-битного компьютера Atari ST, что предполагало больше возможностей. Белл был ведущим разработчиком и техническим директором FTL с 1986 по 1995 год, компания прекратила существование в 1996 году. 

## Участие в разработках игр
- Ведущий программист версии SunDog: Frozen Legacy для Atari ST (1985).
- Ведущий разработчик Dungeon Master (1987) (также сделал порт X68000 Dungeon Master)
- Менеджер проекта и разработчик Chaos Strikes Back (1989)
- Ведущий разработчик Dungeon Master II: The Legend of Skullkeep (1993)
- Сетевая платформа Trion для игры Defiance (Trion) 2013 года[4].

## Другое коммерческое программное обеспечение
- Разработал модуль Research Assistant для компакт-диска Encyclopædia Britannica (2000, 2001).